# ماوریک وینیالز
ماوریک وینیالز رویز (به اسپانیایی: Maverick Viñales Ruiz) (زاده ۱۲ ژانویه ۱۹۹۵ در فیگرس خرنا اسپانیا) راننده مسابقات موتوجی پی است؛ و اکنون برای تیم یاماها رانندگی می‌کند.

## زندگی‌نامه
ماوریک وینیالز از زمانی که سه ساله بود موتورسواری خود را با موتورهای مینی شروع کرد بعد از آن به موتورکراس و در نهایت در سال ۲۰۰۲ در مسابقات ۵۰ سی سی کاتالونیا به قهرمانی دست یافت. وی بعد از سپری کردن چند سال در کلاس ۷۰سی سی در سال ۲۰۰۷ در کلاس ۱۲۵ سی سی قهرمان کاتالونیا شد. 
بعد از این موفقیت وی مورد توجه مدیران تیم‌های موتورسواری در سطح اروپا قرار گرفت و در مسابقات متعددی پس از این شرکت کرد از جمله مسابقات مدیترانه، مسابقات قهرمانی ۱۲۵ سی سی در آلمان و مسابقات قهرمانی اروپا در سال ۲۰۱۰.

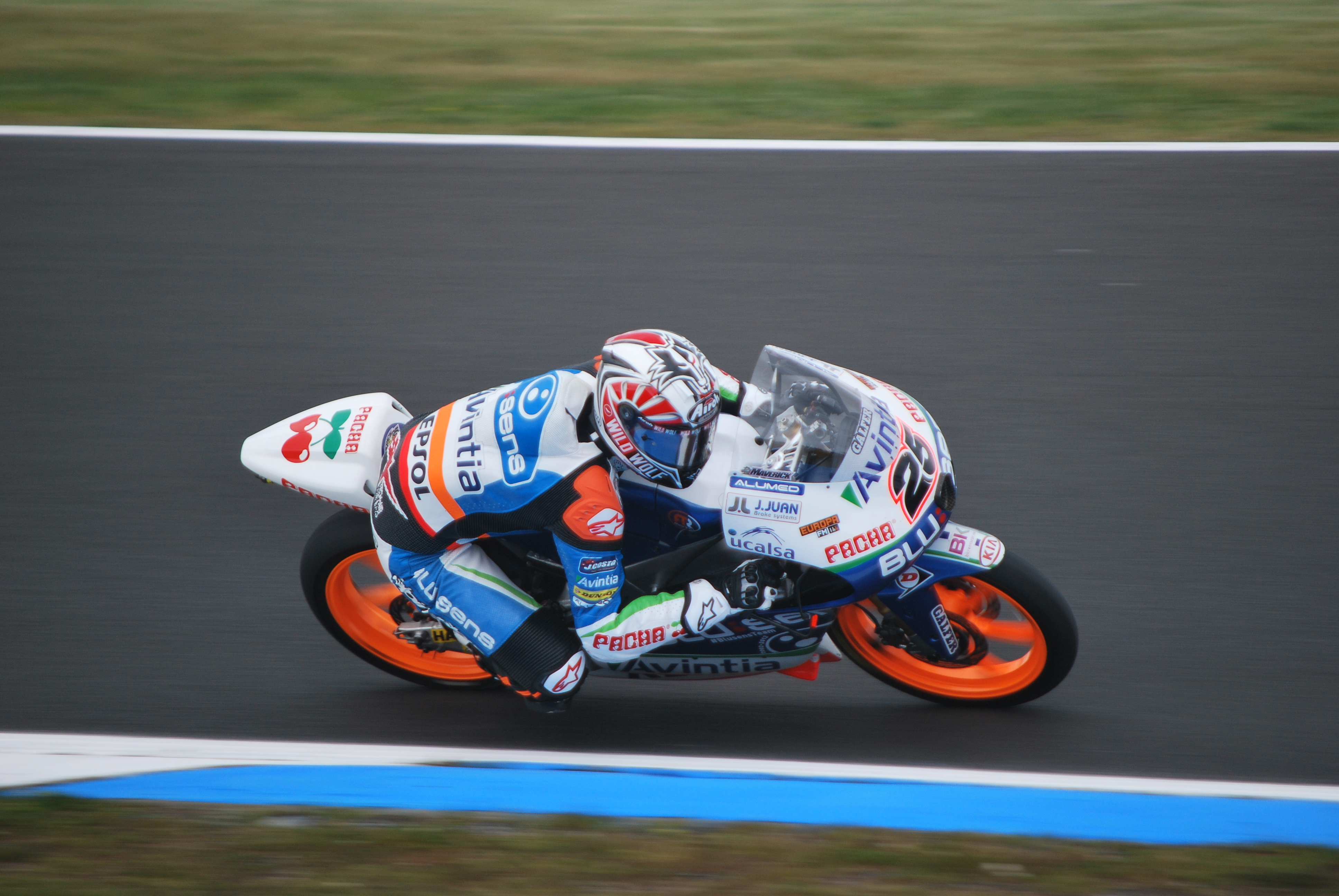
مسابقه فیلیپ آیلند استرالیا کلاس موتو۳

## ورود به مسابقات حرفه ای
در سال ۲۰۱۱ به مسابقات قهرمانی جهان در کلاس ۱۲۵ سی سی آمد و در همان سال اول حضورش در این کلاس توانست عنوان سومی فصل را کسب کند، در سال ۲۰۱۲ این کلاس به موتو۳ تغییر نام داد و سال بعدش توانست قهرمان این کلاس شود. ماوریک وینیالز سال ۲۰۱۴ به کلاس موتو۲ رفت و سوم شد اما فقط یک سال در این کلاس باقی ماند و از سال ۲۰۱۵ وارد کلاس موتوجی پی شد و دو سال برای تیم سوزوکی مسابقه داد که در این دو سال یک قهرمانی در گرندپریکس سیلوراستون برای سوزوکی کسب کرد.
وی در سال ۲۰۱۷ با قراردادی دو ساله به ارزش ۲ میلیون دلار به تیم یاماها پیوست و همیتمی جدید اسطوره موتوجی پی یعنی والنتینو روسی و جایگزین خورخه لورنزو که به تیم دوکاتی پیوسته بود شد.

## موتوجی پی
در سپتامبر ۲۰۱۴ اعلام شد که وینالس برای فصل ۲۰۱۵ موتوجی پی به تیم سوزوکی می پیوندد و هم تیمی الکس اسپارگارو می شود. سوزوکی دومین فصل بازگشت مجدد خود به موتوجی پی را پشت سر می گذاشت و وینالس نیز برای توسعه هر چه بهتر موتور تلاش می کرد و در نهایت اولین فصلش در موتوجی پی را در مکان دوازدهم با ۹۷ امتیاز پشت سر گذاشت. او همچنین عنوان تازه کار سال موتوجی پی را از آن خود کرد.
فصل ۲۰۱۶ موتوجی پی برای موتورسوار جوان اسپانیایی بسیار بهتر از سال گذشته اغاز شد و او در فرانسه با کسب رده سومی، اولین سکوی خود را بدست آورد. در مسابقه ی بریتانیا نیز وینالس دومین شگفتی فصل خود را رو کرد و اولین پیروزی خود و سوزوکی را از سال ۲۰۰۷ کسب کرد. او در نهایت با کسب دو سکوی دیگر، فصل را در مکان چهارم به پایان رساند.

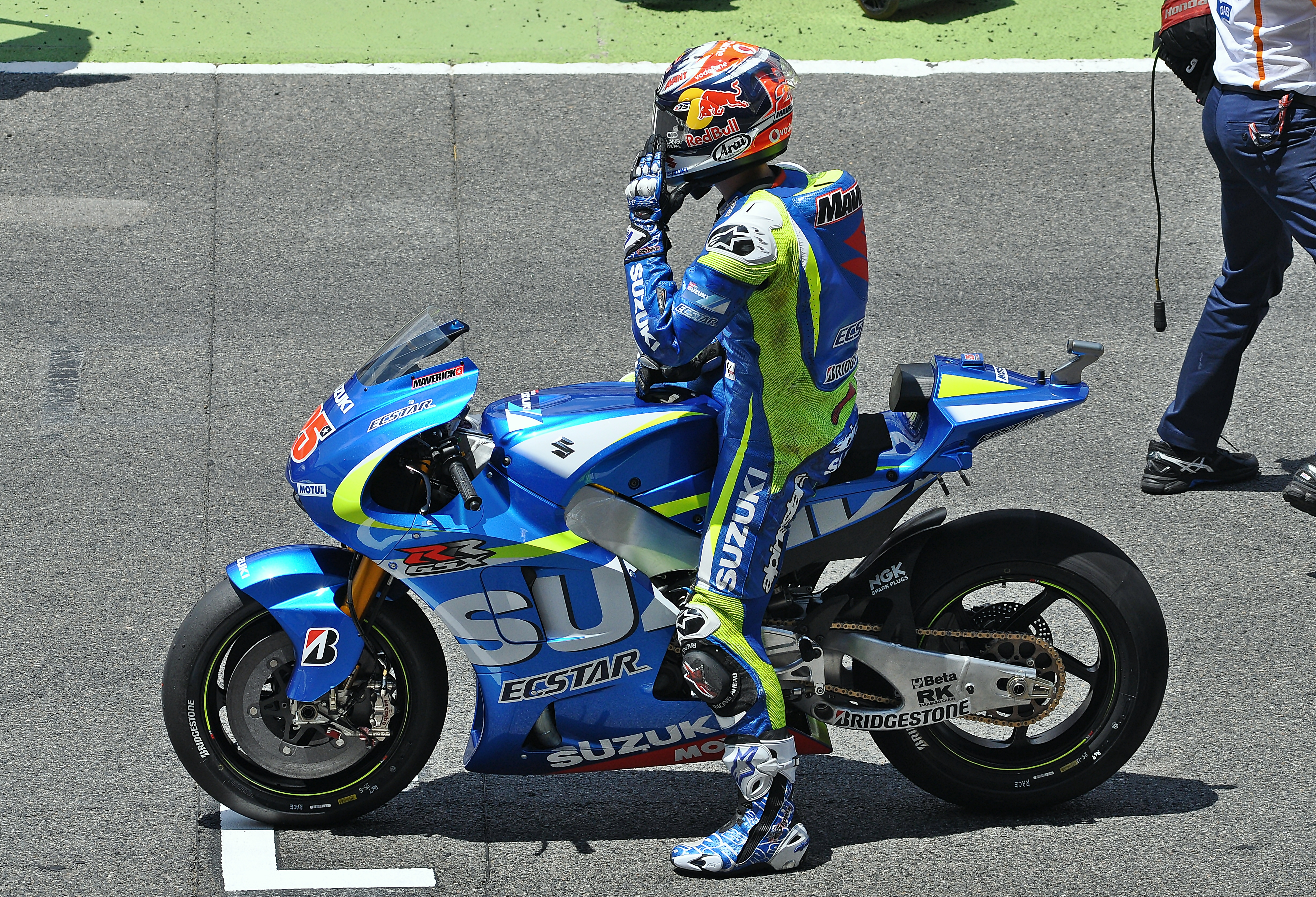
وینیالز با موتور سوزوکی در خط استارت مسابقه کاتالونیا

با رفتن خورخه لورنزو به تیم دوکاتی، تیم یاماها اعلام کرد که ماوریک وینیالز برای فصل ۲۰۱۷ و ۱۸ موتورسوار آن ها در کنار والنتینو روسی بود. او فصل ۲۰۱۷ را بسیار طوفانی و با سه برد در مسابقه های قطر، آرژانتین و فرانسه شروع کرد و همه او را مدعی قهرمانی می دانستند اما در انتهای فصل روند نزولی پیدا کرد و با کسب ۲۳۰ امتیاز در جایگاه سوم ایستاد.
پس از رونمایی از موتور ۲۰۱۸، یاماها قرارداد موتورسوار جوانش را تا ۲۰۲۰ تمدید کرد. فصل ۲۰۱۸ موتوجی پی اما برای موتورسوار یاماها مانند سال گذشته نبود و آن ها با روند توسعه موتورشان مشکل داشتند. او در انتهای فصل با پیروزی در مسابقه استرالیا در جایگاه چهارم جدول رده بندی سال قرار گرفت. وینالس در فصل ۲۰۱۹ موتوجی پی به جای استفاده از عدد همیشگی اش ۲۵، از عدد ۱۲ استفاده خواهد کرد.

## اخراج از یاماها
تیم یاماها در اواسط فصل در گرندپری اتریش با بررسی داده های تله متری موتور وی متوجه شد وینیالز به صورت عمدی در صدد خراب کردن موتور بوده و او را به دلیل این خرابکاری از تیم اخراج کرد . 
ماوریک وینیالز از مسابقه آراگون همان سال به تیم آپریلیا پیوست .

## جدول عملکردی
| فصل   | کلاس   | موتور         | تیم                            | مسابقه | برد | روی سکو | پل پزیشن | Fast Lap | امتیاز | جایگاه فصل |
| ----- | ------ | ------------- | ------------------------------ | ------ | --- | ------- | -------- | -------- | ------ | ---------- |
| ۲۰۱۱  | 125cc  | Aprilia       | Blusens by Paris Hilton Racing | ۱۷     | ۴   | ۹       | ۳        | ۳        | ۲۴۸    | سوم        |
| ۲۰۱۲  | Moto3  | FTR Honda     | Blusens Avintia                | ۱۵     | ۵   | ۷       | ۵        | ۱        | ۲۰۷    | سوم        |
| ۲۰۱۳  | Moto3  | KTM           | Team Calvo                     | ۱۷     | ۳   | ۱۵      | ۲        | ۳        | ۳۲۳    | اول        |
| ۲۰۱۴  | Moto2  | Kalex         | Paginas Amarillas HP 40        | ۱۸     | ۴   | ۹       | ۱        | ۵        | ۲۷۴    | سوم        |
| ۲۰۱۵  | MotoGP | Suzuki        | Team Suzuki Ecstar MotoGP      | ۱۸     | ۰   | ۰       | ۰        | ۰        | ۹۷     | دوازدهم    |
| ۲۰۱۶  | MotoGP | Suzuki        | Team Suzuki Ecstar MotoGP      | ۱۸     | ۱   | ۴       | ۰        | ۲        | ۲۰۲    | چهارم      |
| ۲۰۱۷  | MotoGP | Yamaha YZR-M1 | Movistar Yamaha MotoGP         | ۱۸     | ۳   | ۷       | ۵        | ۴        | ۲۳۰    | سوم        |
| ۲۰۱۸  | MotoGP | Yamaha YZR-M1 | Movistar Yamaha MotoGP         | ۱۸     | ۱   | ۵       | ۱        | ۲        | ۱۹۳    | چهارم      |
| ۲۰۱۹  | MotoGP | Yamaha YZR-M1 | Monster Energy Yamaha MotoGP   | ۱۹     | ۲   | ۷       | ۳        | ۱        | ۲۱۱    | سوم        |
| ۲۰۲۰  | MotoGP | Yamaha YZR-M1 | Monster Energy Yamaha MotoGP   | ۱۴     | ۱   | ۳       | ۳        | ۰        | ۱۳۲    | ششم        |
| ۲۰۲۱  | MotoGP | Yamaha YZR-M1 | Monster Energy Yamaha MotoGP   | ۱۰     | ۱   | ۲       | ۱        | ۱        | ۹۵     | دهم        |
| ۲۰۲۱  | MotoGP | Aprilia RS-GP | Aprilia Racing Team Gresini    | ۵      | ۰   | ۰       | ۰        | ۰        | ۱۱     | دهم        |
| ۲۰۲۲  | MotoGP | آپریلیا       | آپریلیا ریسینگ                 | ۲۰     | ۰   | ۳       | ۰        | ۰        | ۱۲۲    | یازدهم     |
| ۲۰۲۳  | MotoGP | آپریلیا       | آپریلیا ریسینگ                 | ۲۰     | ۰   | ۳       | ۱        | ۱        | ۲۰۴    | هفتم       |
| ۲۰۲۴  | MotoGP | آپریلیا       | آپریلیا ریسینگ                 | ۹      | ۱   | ۱       | ۱        | ۱        | ۱۲۵    | ۵*         |
| مجموع | مجموع  | مجموع         | مجموع                          | ۲۳۶    | ۲۶  | ۷۵      | ۲۶       | ۲۴       | ۲۶۷۴   | یک قهرمانی |

- * فصل در جریان است.